# ブレントフォード

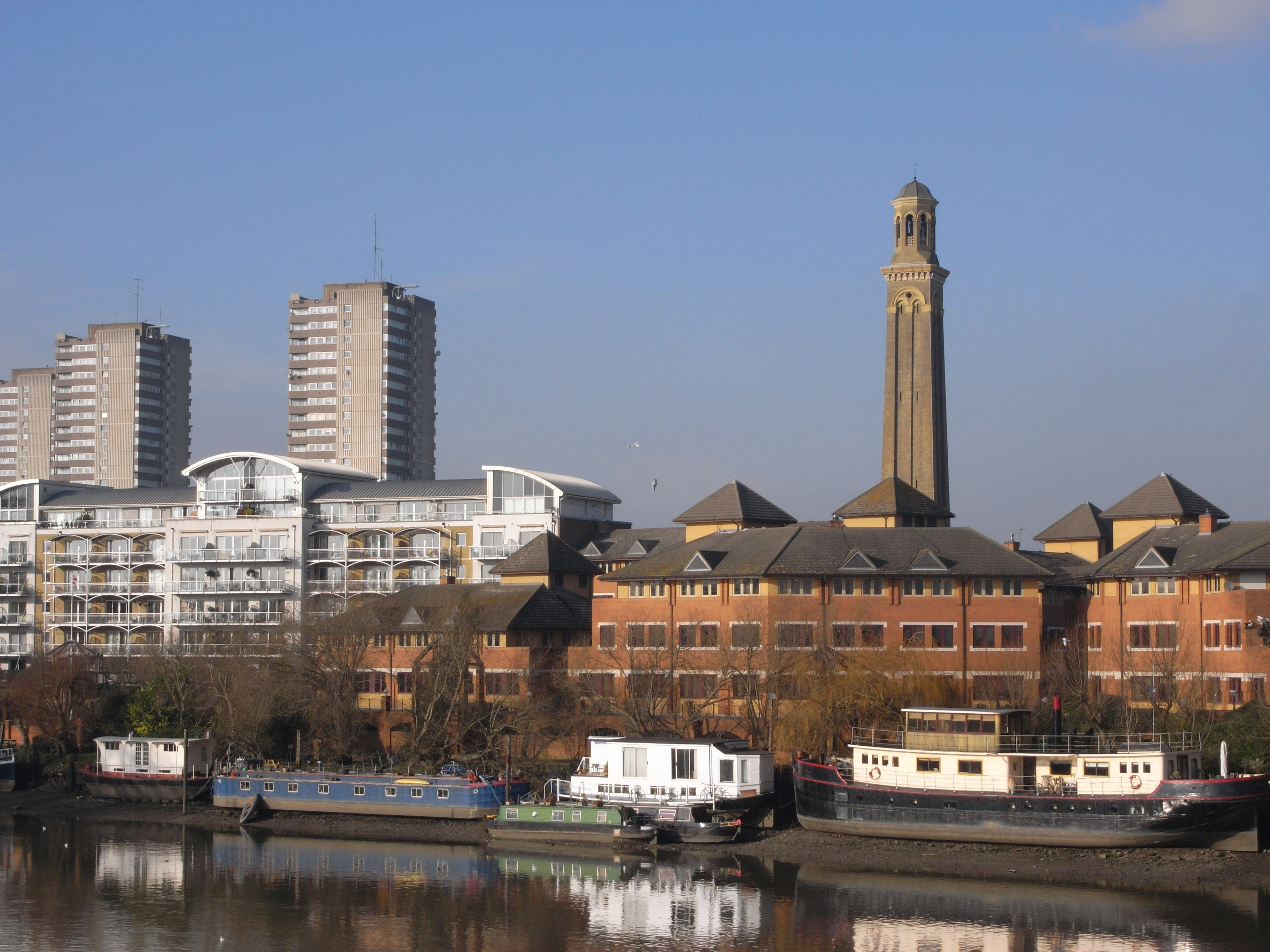
ブレントフォード地区

ブレントフォード（Brentford）は、ロンドン・ハウンズロー区にある住宅地区。西部ロンドン、テムズ川とブレント川の合流するあたりに位置する。チャリング・クロスの南南西12.9キロメートル。サッカークラブのブレントフォードFCはここを本拠としている。